# 강건욱
강건욱(姜建旭, 1971년 5월 21일 ~ )은 대한민국의 필드하키 선수이자 현 지도자이다. 현재 일본 하키 리그의 팀인 나고야 프라테르의 감독을 맡고 있다.

## 경력

### 선수
- 1994년 아시안 게임 남자 하키 국가대표
- 1996년 하계 올림픽 남자 하키 국가대표
- 1998년 아시안 게임 남자 하키 국가대표
- 2000년 하계 올림픽 남자 하키 국가대표
- 2002년 아시안 게임 남자 하키 국가대표

### 지도자
- 2010년 아시안 게임 여자 하키 국가대표팀 코치
- 일본 필드하키 국가대표팀 감독

## 수상

### 선수
- 1994년 아시안 게임 남자 하키 금메달
- 2000년 하계 올림픽 남자 하키 은메달
- 2002년 아시안 게임 남자 하키 금메달